# Euphyllodromia erythromelas
Euphyllodromia erythromelas är en kackerlacksart som beskrevs av Rehn, J. A. G. 1932. Euphyllodromia erythromelas ingår i släktet Euphyllodromia och familjen småkackerlackor. Inga underarter finns listade i Catalogue of Life.